# Chlorops languidus
Chlorops languidus är en tvåvingeart som beskrevs av Becker 1912. Chlorops languidus ingår i släktet Chlorops och familjen fritflugor. Inga underarter finns listade i Catalogue of Life.